# Sentupada

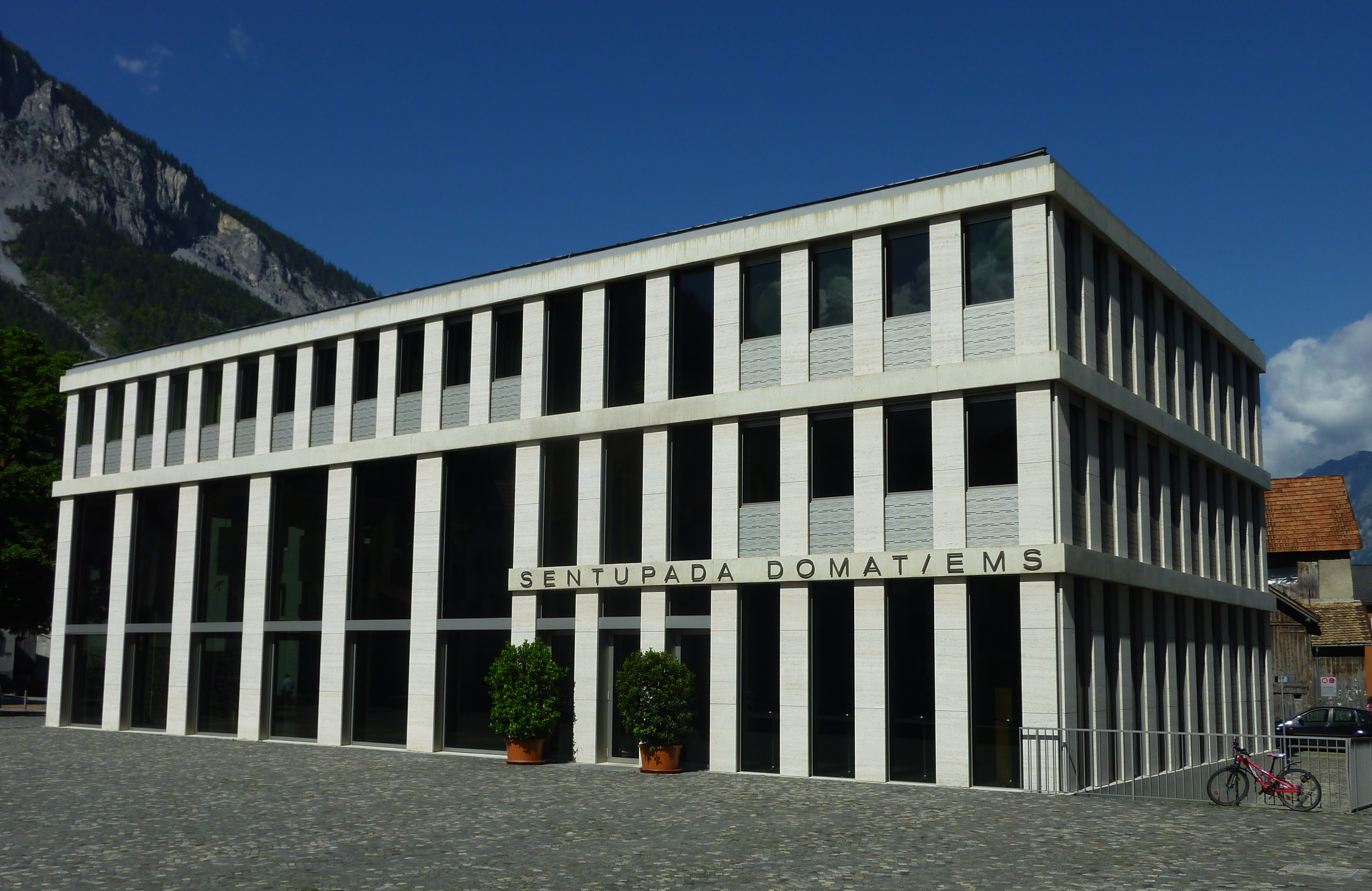
Sentupada

Die Sentupada (rätoromanisch für «Stätte der Begegnung») des Architekten Maurus Frei ist das Kultur- und Kirchenzentrum am Dorfplatz (historisch: Geissenplatz) im Zentrum von Domat/Ems in der Agglomeration Chur im Kanton Graubünden und eines der das Dorfbild der 8'000-Seelen-Gemeinde am stärksten prägenden Gebäude.
Dem Bau im Jahre 2003 war ein jahrelanges Ringen zwischen Kirch-, Bürger- und politischer Gemeinde um die Gewährung der Kredite für den 6,5 Millionen Franken teuren Bau vorausgegangen. Die Auseinandersetzungen widerspiegelten sowohl die enge Verflochtenheit zwischen den drei Instanzen im traditionell römisch-katholischen Domat/Ems als auch die Brüchigkeit der bisherigen Homogenität.
Ein breit angelegter Platz mit Pflastersteinen, auf dessen Seite ein besonders alter Ahornbaum wächst, führt zu dem kubischen Bau, dessen Fassade aus Travertingestein gestaltet ist.
Das Innere zeichnet sich durch einen zweigeschossigen Saal mit Parkettboden aus.
Die grosse Fensterfront will Transparenz demonstrieren und ein Signal der Offenheit hin zu Dorf und Gesellschaft aussenden.
Die Sentupada bietet ein breites Spektrum an Veranstaltungen zu Themen der Erwachsenenbildung und der Spiritualität an.